# 克莱瓦莱德尔
克莱瓦莱德尔（法語：Clef Vallée d'Eure，法語發音：[kle vale dœʁ]）是法国厄尔省的一个市镇，位于该省中东部，属于莱桑德利区。

## 地名
该地名“克莱瓦莱德尔”（Clef Vallée d'Eure）由两部分组成：“克莱”（Clef），由原市镇名各部分的首字母（Croix、Leufroy、Écardenville、Fontaine）缩合而成；“瓦莱德尔”（Vallée d'Eure），法语意为“厄尔河谷”。

## 历史
克莱瓦莱德尔成立于2016年1月1日，由以下3个市镇合并而成：
- 拉克鲁瓦-圣勒夫鲁瓦（La Croix-Saint-Leufroy）
- 厄尔河畔埃卡当维尔（Écardenville-sur-Eure）
- 方丹厄德堡（Fontaine-Heudebourg）

其中拉克鲁瓦-圣勒夫鲁瓦为政府驻地。

## 地理
克莱瓦莱德尔（49°6'36.0"N, 1°14'39.1"E）面积25.59 平方千米，位于法国诺曼底大区厄尔省，该省份为法国北部内陆省份，北起滨海塞纳省，西接奧恩省和卡爾瓦多斯省，南至厄尔-卢瓦省，东临瓦兹省、瓦兹河谷省和伊夫林省。
与克莱瓦莱德尔接壤的市镇（或旧市镇、城区）包括：阿伊、圣于连德拉列格、圣欧班叙加永、欧特伊-欧图耶、圣维戈尔、勒伊、伊尔维尔、厄尔河畔卡伊、厄尔河畔厄德勒维尔。
克莱瓦莱德尔的时区为UTC+01:00、UTC+02:00（夏令时）。

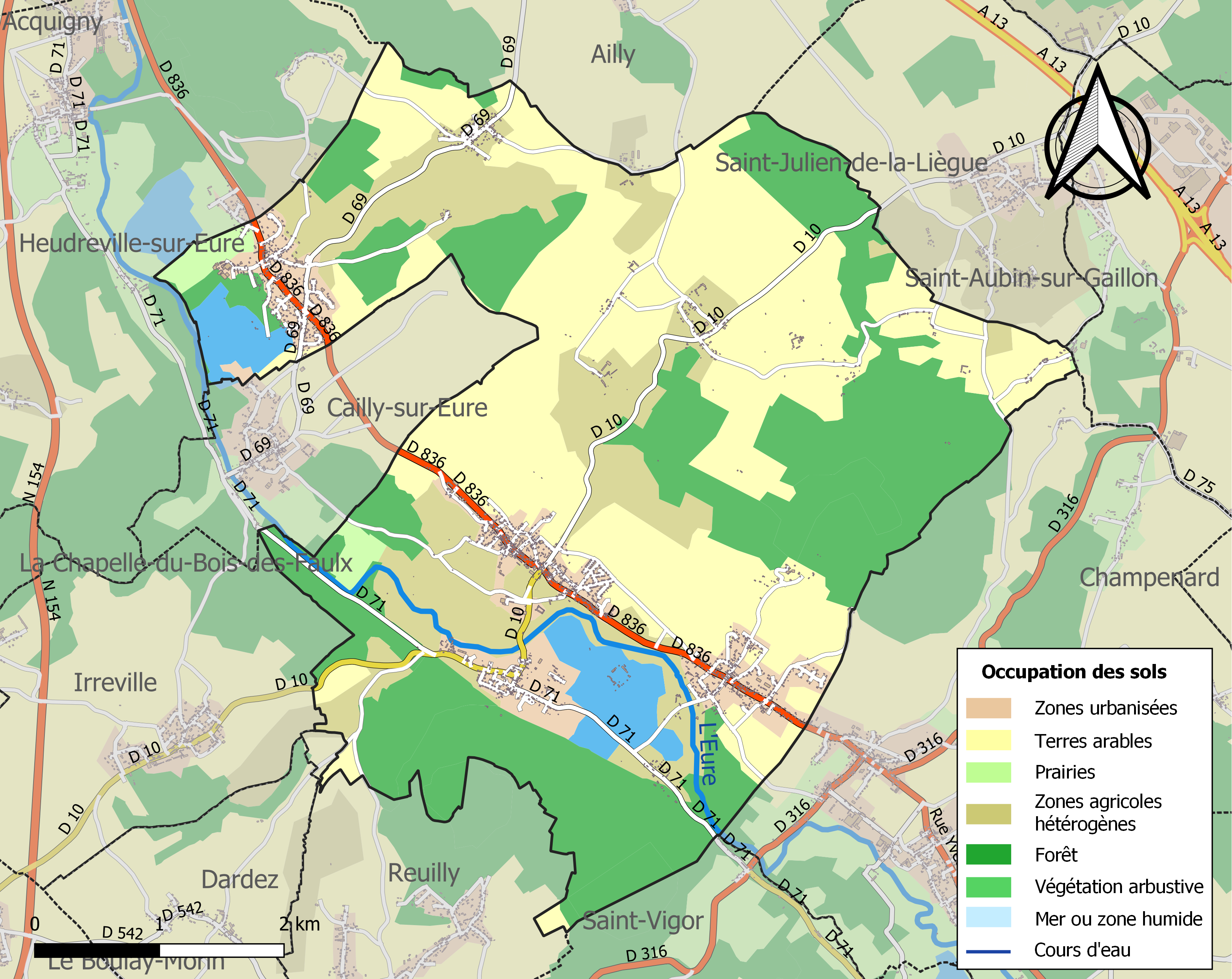
克莱瓦莱德尔的OSM定位图

## 行政
克莱瓦莱德尔的邮政编码为27490，INSEE市镇编码为27191。

## 政治
克莱瓦莱德尔所属的省级选区为加永县。

## 人口
克莱瓦莱德尔于2022年1月1日时的人口数量为2490人。